# Contemporanea tango
Contemporanea tango è un album live di Antonella Ruggiero con il gruppo Hyperion Ensemble, tratto da un concerto-spettacolo omonimo, già in tour in Italia dall'estate 2010.
È un viaggio nelle musiche del tango, con la voce di Antonella Ruggiero e i suoni del Hyperion Ensemble, unito nei live dei concerti-spettacolo alla corporeità dei ballerini Patricia Carrazco e Pablo Linares.
È stato registrato a Roma, Parco Villa Doria Pamphilj, il 17 luglio 2010.

## Tracce
1. Celos (instrumental) (J.Gade)
2. Malena (L.Demare)
3. Nostalgias (J.C.Cobiàn)
4. Vuelvo al sur (A.Piazzolla)
5. Alfonsina y el mar (A.Ramírez)
6. La cumparsita (G.Matos Rodriguez)
7. Domani (Derevitsky/Martelli/Neri)
8. Io conosco un bar (Mascheroni/Marf)
9. Portami tante rose (Bixio/Galdieri)
10. Oblivion (A.Piazzolla)
11. Milonga Sentimental (S.Piana)
12. Azabache (Francini/Stamponi)
13. El choclo (A.Villoldo)

## Formazione
- Antonella Ruggiero (Voce)
- Hyperion Ensemble:
  - Josè Luis Betancor - bandoneon
  - Valerio Giannarelli – violino
  - Bruno Fiorentini - flauto
  - Guido Bottaro - pianoforte
  - Danilo Grandi – contrabbasso
  - Nicola Toscano - chitarra